# Orazio Soricelli
Orazio Soricelli (ur. 9 lipca 1952 w Calvi) – włoski duchowny katolicki, arcybiskup Amalfi-Cava de’ Tirreni od 2000.

## Życiorys

### Prezbiterat
Święcenia kapłańskie otrzymał 11 września 1976 i został inkardynowany do archidiecezji benewentyńskiej. Po święceniach został prorektorem miejscowego seminarium, zaś rok później wikariuszem parafii św. Modesta w Benewencie (w latach 1986-1987 był jej proboszczem). Od 1987 aż do biskupiej nominacji był proboszczem benewentyńskiej parafii Matki Bożej Bolesnej. Pełnił także funkcje m.in. asystenta diecezjalnego Drogi Neokatechumenalnej oraz członka Kolegium Konsultorów.

### Episkopat
3 czerwca 2000 został prekonizowany arcybiskupem Amalfi-Cava de’ Tirreni. Sakry biskupiej udzielił mu 30 czerwca tegoż roku ówczesny arcybiskup Neapolu, kard. Michele Giordano. Ingres do archikatedry w Amalfi odbył się 23 września 2000.